# フェアリーランド (バンド)
フェアリーランド（Fairyland)は、フランスのシンフォニックメタル/パワーメタルバンドである。
楽曲はメロスピというより、むしろシンフォニックメタルの傾向が強く、ラプソディー・オブ・ファイアなどとよく比較される。

## 略歴
1997年、キーボードのフィリップ・ジョルダナとドラムのウィルドリック・リエヴィンが、前身バンドであるファンタジー (Fantasy)を結成。短期間でファンタジア (Fantasia)に改名。ギターのトーマス・シーザリオ、アンソニー・パーカーを加えて、最初のデモアルバムである『Tribute To Universe』を制作した。一時期、フェレオル (Ferreol)とバンド名を変更するが、短期間で元のファンタジアに戻している。2000年、よりシンフォニックの度合いを高めた2枚目のデモアルバムである『Realm Of Wonders』を制作。
2003年に、バンド名をフェアリーランド (Fairyland)に改名し、2002年にメジャーデビューアルバムの制作を開始。この時期までにトーマス・シーザリオが脱退している。同年夏にボーカルのエリサ・C・マルティンが加入。また、デンマークのイントロメンタル・マネージメントと契約。フランスのNTS (Not to Say)と契約。2003年7月、初のメジャーアルバムである『Of Wars In Osyhria』をリリース。2ndアルバム制作の最中、NTSが倒産。2004年にはボーカルのエリサ、創立メンバーであったドラムのウィルドリックの両名が脱退。新メンバーとして、ボーカルにマックス・ルクレ、ドラムにピエール＝エマニュエル・デフレが加わる。また、ギターには創立メンバーであったトーマス・シーザリオが復帰、新たにナパーム・レコードとも契約し、2006年に2ndアルバムである『The Fall Of An Empire』をリリース。
2007年7月30日に、公式サイトにてフィリップ・ジョルダナを除く全メンバーの脱退することが発表された。固定メンバーが再び揃うまでは、イタリアのプログレッシブメタルバンドであるPathosrayのマルコ・サンドロン (Vo)とファビオ・ダモーレ (B)をサポートメンバーとして迎える。2009年には、サンドロン、ダモーレが正式に加入。クリス・メンタ (G)も加入し、ウィルドリックがドラムスに復帰した。3rdアルバムとなる『Score To A New Beginning』をリリース。2013年にウィルドリックが脱退し、JB・ポー (Ds)が加入。マルコ・サンドロンとファビオ・ダモーレ、クリス・メンタも相次いで脱退しており、2015年に、フランチェスコ・カヴァリエリ (Vo)、シルヴァン・コヘン (G)が新規加入し、ウィルドリックがベーシストとして再々加入した。2020年に4thアルバム『Osyrhianta』をリリース。
2022年10月21日、中心メンバーのジョルダナが逝去した。

## メンバー

### 現メンバー
- フランチェスコ・カヴァリエリ (Francesco Cavalieri) - ボーカル
イタリア出身。ウインド・ローズでも活動。
- シルヴァン・コヘン (Sylvain Cohen) - ギター
ケリオンでも活動。
- ウィルドリック・リエヴィン (Willdric Lievin) - ベース
元々はドラマーとして2期間(1997-2004, 2009-2013)在籍。2015年にベーシストとして再々加入した。
ケリオンでも活動。
- JB・ポー (JB Pol) - ドラムス
ケリオンでも活動。

### 旧メンバー
- マックス・ルクレ (Max Leclercq) - ボーカル
マジック・キングダムでも活動。
- エリサ・C・マルティン (Elisa C. Martin) - ボーカル
スペイン出身。加入前はダーク・ムーアに所属していた。
- マルコ・サンドロン (Marco Sandron) - ボーカル
イタリア出身。
- アンソニー・パーカー (Anthony Parker) - ギター
ヘヴンリーでも活動。
- トーマス・シーザリオ (Thomas Cesario) - ギター、ベース
ファンタジア時代に一度脱退するが、2005年に復帰し、2007年に再度脱退した。
- クリス・メンタ (Chris Menta) - ギター
- ファビオ・ダモーレ (Fabio D'Amore) - ベース
イタリア出身。
- フィリップ・ジョルダナ (Philippe Giordana) - キーボード
2022年10月21日死去[1]。マジック・キングダムでも活動。
- ピエール＝エマニュエル・デフレ (Pierre-Emmanuel Desfray) - ドラムス
ヘヴンリーでも活動。

## ディスコグラフィー
- Tribute To Universe (1999, Demo, Fantasia名義)
- Realm Of Wonders (2000, Demo, Fantasia名義)
- Of Wars In Osyhria  (2003)
- The Fall Of An Empire (2006)
- Score to a New Beginning (2009)
- Osyrhianta (2020)